# Abû `Abd Allâh Muhammad VI ibn al-Hasan
Abû `Abd Allâh Muhammad VI ibn al-Hasan (arabe : أبو عبد الله محمد بن الحسن), parfois nommé Moulay Muhammad, en particulier dans les écrits anciens) est le dernier sultan de la dynastie des Hafsides, établi sur le trône ancestral par les Espagnols après la reprise de Tunis en 1573, son frère refusant les conditions trop humiliantes imposées par Don Juan d'Autriche. Son règne cesse l'année suivante, avec la reprise définitive de la ville par les Ottomans, et il meurt en captivité à Constantinople.

## Contexte historique
Le site de Tunis est depuis le début du XVIe siècle l'objet d'une lutte acharnée entre les Espagnols, qui s'appuient sur les derniers sultans hafsides, et les Ottomans, bien implantés dans les régences d'Alger et de Tripoli. En 1569, Uludj Ali, beylerbey d'Alger, agissant en accord avec le sultan ottoman, s'empare de Tunis aux mains des Espagnols depuis 1535, destituant le sultan hafside Abû al-`Abbâs Ahmed III al-Hafsi.

## Installation sur le trône
Sur les instructions expresses du roi d'Espagne Philippe II, le commandant de la flotte espagnole, Don Juan d'Autriche, installe sur le trône un membre de la lignée des Hafsides, non pas Abû al-`Abbâs Ahmed III al-Hafsi qui a refusé les humiliantes conditions des Espagnols mais son frère le prince Muhammad.

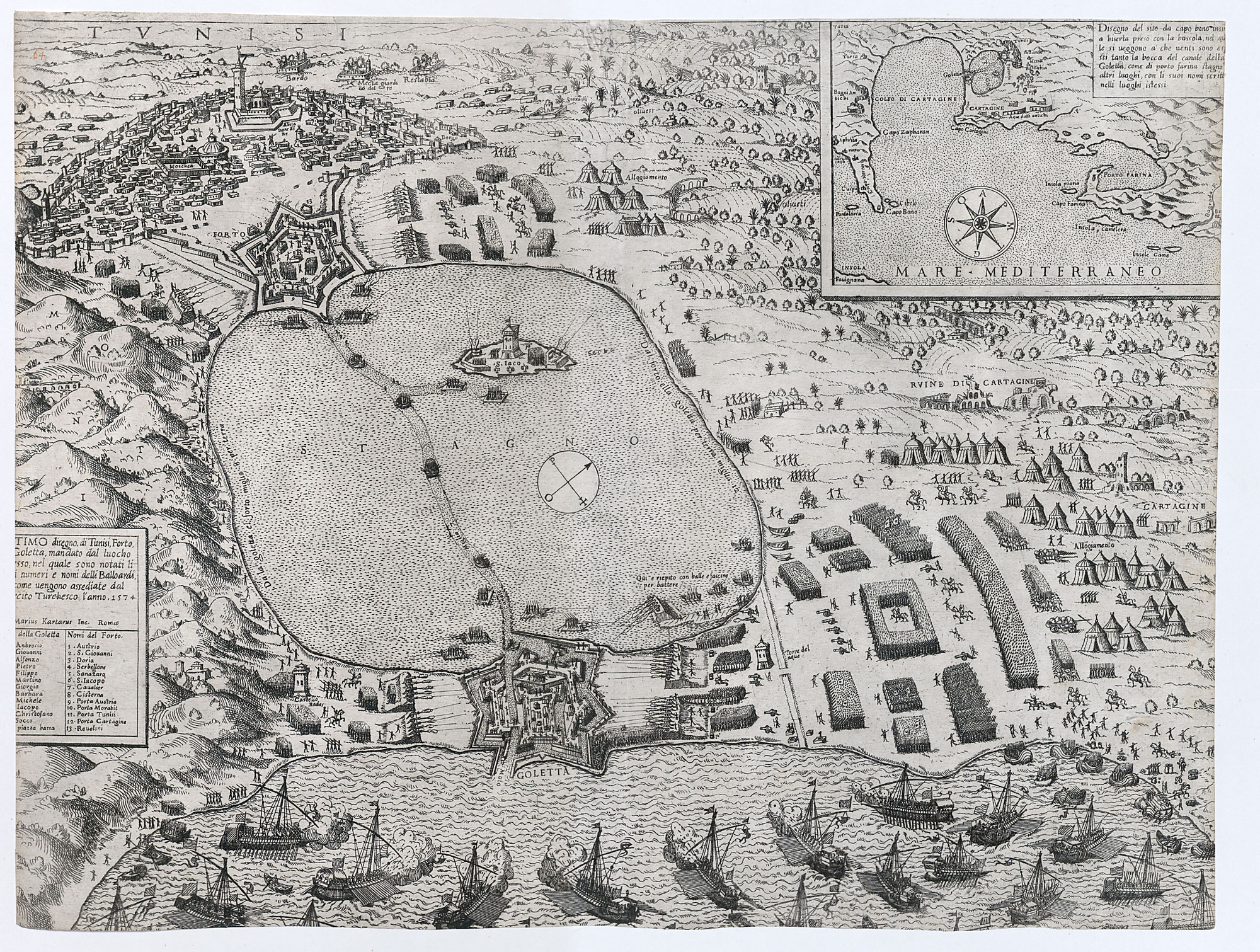
Assaut sur Tunis en 1574, avec la position stratégique du fort de La Goulette.

Celui-ci ne peut empêcher les Espagnols de mettre la ville à sac ; un historien du XVIIe siècle, Ibn Abi Dinar, raconte ainsi la scène : 
« Et piétinées avec les pieds des infidèles les écoles, toutes les collections de la science éparpillées et dissipées dans les rues, à tel point que le passager à l'est de la mosquée ne peut pas passer sans piétiner les livres. Et les cloches sonnèrent à la médina, et j'ai entendu des citadins disant que les chrétiens attachaient leurs chevaux dans la Grande Mosquée. »
Durant le court règne de 'Abû `Abd Allâh Muhammad VI ibn al-Hasan, et malgré ses protestations, les musulmans sont chassés d'une moitié de la ville occupée par les chrétiens, et des centaines de réfugiés s'entassent dans les environs. La justice est rendue par un tribunal constitué du gouverneur chrétien et du sultan musulman.

## Destitution
Dix mois après l'installation de 'Abû `Abd Allâh Muhammad VI ibn al-Hasan sur le trône, une puissante attaque ottomane, menée en coordination par Sinan Pacha depuis Tripoli et par Uludj Ali depuis Alger, se rend définitivement maîtresse de la ville, qui reste dès lors aux mains des Ottomans qui en font une régence pour les trois siècles à venir.
Le 15 juillet 1574, un fort contingent ottoman, soutenu par une puissante artillerie, débarque sur les côtes du golfe de Tunis et prend rapidement possession de la forteresse espagnole de La Goulette. Après deux mois d'escarmouches, les navires turcs pénètrent par le canal de La Goulette et, le 3 septembre, les armées ottomanes entrent à Tunis.
'Abû `Abd Allâh Muhammad VI ibn al-Hasan est emmené à Constantinople, où il finit ses jours en captivité.